# Bomba ślepa 15 kg wz. 39
Bomba ślepa 15 kg wz. 39 – polska bomba ćwiczebna wagomiaru 15 kg skonstruowana około 1939 roku. Producentem bomby była Huta Ludwików, która otrzymała na początku 1939 roku zamówienie na 10 000 tych bomb. Z tego 3000 sztuk miało być dostarczone do 1 czerwca 1939, a reszta do 1 grudnia tego samego roku.
Bomba ślepa wz. 39 miała kroplowy korpus wykonany z surówki. Wymiary i kształt korpusu bomby były identyczny jak korpusu bomby odłamkowej wz. 33. Do korpusu przymocowane była czteroskrzydłowa brzechwa. Wzdłuż osi korpusu bomby biegł kanał o średnicy 25 mm. Do strony części głowicowej bomby wkręcany był w niego zapalnik, od strony brzechw korek. Bomba była uzbrajana  zapalnikiem uderzeniowym za którym znajdował się ładunek prochu czarnego. Na wysokości środka ciężkości bomby wkręcany był wieszak służący do wieszania bomby pod uchwytem bombowym. W chwili upadku wybuch prochu powodował powstanie obłoku dymu umożliwiającego obserwację miejsca upadku z wysokości do 4000 m.